# Huapeo
Huapeo är en ort i Mexiko.   Den ligger i kommunen Huaniqueo och delstaten Michoacán de Ocampo, i den centrala delen av landet, 260 km väster om huvudstaden Mexico City. Huapeo ligger 2 072 meter över havet och antalet invånare är 208.
Terrängen runt Huapeo är kuperad åt nordost, men åt sydväst är den platt. Runt Huapeo är det ganska tätbefolkat, med 58 invånare per kvadratkilometer. Närmaste större samhälle är Puruándiro, 19,5 km norr om Huapeo. I omgivningarna runt Huapeo växer huvudsakligen savannskog.